# Bol d'Herbe
El Bol d'Herbe va ser una cursa de Resistència Tot Terreny que es disputà anualment a França entre el 1978 i una data indeterminada de la dècada del 1980. Inspirat en el Bol d'Or, es tractava d'una dura prova de 24 hores de durada per llargs recorreguts fora d'asfalt que requeria una gran preparació, tant física dels pilots com mecànica de les motocicletes.
L'organitzava, sempre a l'estiu i preferentment al juliol, Marcel Seurat (conegut promotor d'esdeveniments motociclistes que havia estat director de l'equip OSSA França i importava les Husqvarna al país) amb la col·laboració del motoclub local de la població on se celebrava, la qual, tot i que variava d'un any a l'altre, era quasi sempre al departament de la Costa d'Or, a la Borgonya.

## Característiques
L'esdeveniment ocupava sempre tot un cap de setmana, començant amb els entrenaments nocturns de divendres, els diürns de dissabte al matí i la cursa pròpiament dita, que anava de les quatre de la tarda de dissabte a les quatre de la tarda de diumenge. La prova estava reservada a vuitanta equips de quatre corredors cadascun, els quals s'havien d'alternar en la conducció de la motocicleta durant les 24 hores que durava la cursa. S'hi admetien motocicletes fora d'asfalt de qualsevol cilindrada i, tot i que la classificació que realment importava era la general (del tipus scratch), n'hi havia també una d'específica per cilindrades. Els vuitanta equips participants es determinaven de dues maneres: quaranta d'internacionals hi accedien directament per invitació expressa, en funció del seu palmarès o anomenada, mentre que els altres quaranta s'havien de decidir en diverses proves classificatòries prèvies, disputades arreu de França. El segon any, 1979, hi foren convidats cinc equips de l'estat espanyol, tots ells catalans, entre els quals el més competitiu era el de l'Escuderia Isern, format per alguns dels millors pilots d'enduro catalans del moment.
Al contrari que a Catalunya, on aquesta mena de proves s'acostumaven a desenvolupar en circuits de motocròs de longitud mitjana, el Bol d'Herbe francès es mantenia més proper a la filosofia de l'enduro i discorria per camins rurals i zones boscoses allunyades dels nuclis de població, en llargs recorreguts que passaven sovint vora granges aïllades o prats de pastura dels ramats. A la segon edició, la de 1979, el circuit tenia una longitud de 10 km.

## Història

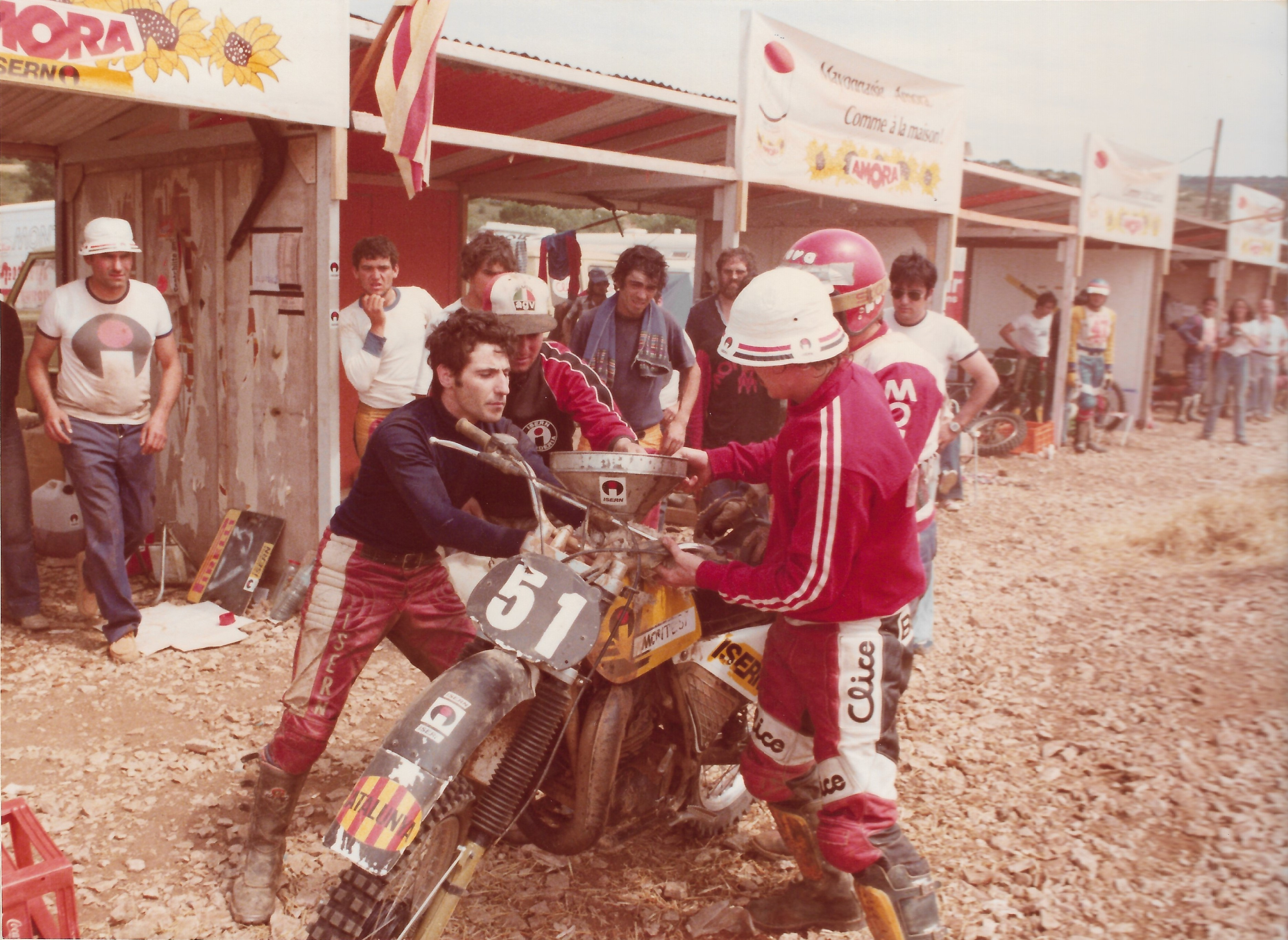
L'equip de l'Escuderia Isern amb la Montesa Enduro 360 durant el Bol d'Herbe de 1979

La primera edició del Bol d'Herbe se celebrà el cap de setmana del 14 al 16 de juliol de 1978 a Broin (al departament de la Costa d'Or, a la Borgonya), ben a prop de Dijon. La majoria de les edicions posteriors se celebraren en poblacions properes a aquesta, dins del mateix departament de la Costa d'Or.
Fou a partir de la segona edició, celebrada a Volnay el cap de setmana del 6 al 8 de juliol de 1979, quan l'esdeveniment agafà volada i va atraure pilots d'arreu d'Europa i dels EUA. Amb motiu d'aquella edició, entre Marcel Seurat i Josep Isern, propietari de l'Escuderia Isern, van decidir de crear una mena de Challenge europea de Resistència Tot Terreny, la qual havia de comptar inicialment amb dues proves aquell mateix any: el Bol d'Herbe al juliol i els 1.000 km T.T. Isern, al circuit El Toll de Moià, a finals d'agost. A l'hora de la veritat, però, la idea no va funcionar perquè a la segona prova, al Toll, hi assistiren molt pocs equips a causa d'una deficient campanya publicitària prèvia.
El Bol d'Herbe es disputà fins a una data indeterminada de la dècada del 1980 (la darrera edició que se n'ha pogut documentar és la de 1983, celebrada a Gaillefontaine, al departament del Sena Marítim, però podria haver-n'hi hagut d'altres). Després, restà oblidat durant molts anys fins que, a començaments de la dècada del 2010, se'n començaren a celebrar edicions commemoratives, tipus "vintage" i de durada més curta (12 hores). La primera d'aquestes edicions commemoratives se celebrà el cap de setmana del 16 al 17 d'agost del 2012 a Nuits-Saint-Georges, també a la Costa d'Or, en un circuit de vora 15 km per a fer la volta al qual es trigava uns 15 o 20 minuts.

## Palmarès
| Edició | Any                                      | Data                                     | Lloc                                     | Equip guanyador                          | Equip guanyador                          | Equip guanyador                          | Equip guanyador                          | Equip guanyador                          | Voltes                                   | Ref.                                     |
| Edició | Any                                      | Data                                     | Lloc                                     | Pilot 1                                  | Pilot 2                                  | Pilot 3                                  | Pilot 4                                  | Motocicleta                              | Voltes                                   | Ref.                                     |
| ------ | ---------------------------------------- | ---------------------------------------- | ---------------------------------------- | ---------------------------------------- | ---------------------------------------- | ---------------------------------------- | ---------------------------------------- | ---------------------------------------- | ---------------------------------------- | ---------------------------------------- |
| I      | 1978                                     | 14-16 de juliol                          | Broin, Borgonya                          | Gilles Francru                           | Patrick Drobecq                          | Michel Samofal                           | E. Robert                                | Husqvarna                                | 154                                      | [ 5 ]                                    |
| II     | 1979                                     | 6-8 de juliol                            | Volnay, Borgonya                         | Patrick Drobecq                          | Larry Roeseler                           | Carlsson                                 | Robinson                                 | Husqvarna                                | 123                                      | [ 3 ]                                    |
| -      | 1980                                     | No disputat                              | No disputat                              | No disputat                              | No disputat                              | No disputat                              | No disputat                              | No disputat                              | No disputat                              | No disputat                              |
| III    | 1981                                     | 28-30 d'agost                            | Messanges, Borgonya                      | Marc Moralès                             | Samofal                                  | Charles                                  | -                                        | Husqvarna                                | ?                                        | [ 8 ]                                    |
| IV     | 1982                                     | ?                                        | ?                                        | Marc Moralès                             | Auvray                                   | Charles                                  | T. Charbonnier                           | Husqvarna                                | ?                                        | [ 12 ]                                   |
| V      | 1983                                     | 16-17 de juliol                          | Gaillefontaine, Normandia                | Roussel                                  | Pinon                                    | Reynaud                                  | Domeval                                  | ?                                        | ?                                        | [ 13 ]                                   |
| -      | No s'han trobat dades posteriors al 1983 | No s'han trobat dades posteriors al 1983 | No s'han trobat dades posteriors al 1983 | No s'han trobat dades posteriors al 1983 | No s'han trobat dades posteriors al 1983 | No s'han trobat dades posteriors al 1983 | No s'han trobat dades posteriors al 1983 | No s'han trobat dades posteriors al 1983 | No s'han trobat dades posteriors al 1983 | No s'han trobat dades posteriors al 1983 |

1. ↑  No s'han trobat dades relatives al 1980 i, a més, l'edició de 1983 consta com a la cinquena.[10][11] Per tant, s'ha inferit que el 1980 no es va disputar el Bol d'Herbe.

## I Bol d'Herbe - 1978
La primera edició del Bol d'Herbe se celebrà el cap de setmana del 14 al 16 de juliol a Broin (Costa d'Or), a la Borgonya. Aquella edició, en ser la primera, no comptà amb gaire representació internacional però sí amb els principals pilots francesos d'enduro i motocròs, a més d'algun d'italià i de belga. La millor classificació obtinguda per una moto catalana a la cursa va ser el setzè lloc final assolit per l'equip format per Dandoy, Pirson, Tabureau i Piron, amb una Montesa Enduro 250.
Classificació final
Font:
| Posició | Equip                  | Equip                  | Equip                  | Equip                  | Equip                  | Voltes |
| Posició | Pilot 1                | Pilot 2                | Pilot 3                | Pilot 4                | Motocicleta            | Voltes |
| ------- | ---------------------- | ---------------------- | ---------------------- | ---------------------- | ---------------------- | ------ |
| 1       | Gilles Francru         | Patrick Drobecq        | Michel Samofal         | E. Robert              | Husqvarna 390          | 154    |
| 2       | Edwards                | Kowache                | Mongrandi              | Bienconz               | Maico 400              | 140    |
| 3       | Vigoni                 | Mertens                | Borguet                | Leclerq                | SWM 250                | 148    |
| 4       | Joël Corroy            | Villemin               | Michel Collot          | Jobard                 | Husqvarna 390          | 145    |
| 5       | Stradella              | Gaillard               | Prodon                 | Dalmas                 | Husqvarna 125          | 144    |
| 6       | Tirel                  | Guerrot                | Kergoat                | Dragone                | KTM 250                | ?      |
| 7       | Meulienet              | Pillot                 | Detot                  | A. Ramel               | XLS 250                | ?      |
| 8       | De Cortanze            | Chaligne               | Bourden                | Marchand               | Villa 350              | ?      |
| 9       | Marcel Malet           | Yann Cadoret           | Simonot                | Lamagne                | Sachs 125              | ?      |
| 10      | Berthuel               | Laurent                | Gonod                  | Adesso                 | Husqvarna 125          | ?      |
| etc.    | Fins a 25 classificats | Fins a 25 classificats | Fins a 25 classificats | Fins a 25 classificats | Fins a 25 classificats | -      |

## II Bol d'Herbe - 1979
La segona edició del Bol d'Herbe, organitzada per Marcel Seurat i el Motoclub Volnay-Beaune els dies 6, 7 i 8 de juliol de 1979 a Volnay (Costa d'Or), prop de Dijon, va despertar gran expectació a França. Uns mesos abans ja hi havia 190 equips francesos inscrits, els quals hagueren de participar en diverses proves classificatòries per tal de determinar quins serien els 40 escollits (els altres 40 hi entraven directament per invitació).

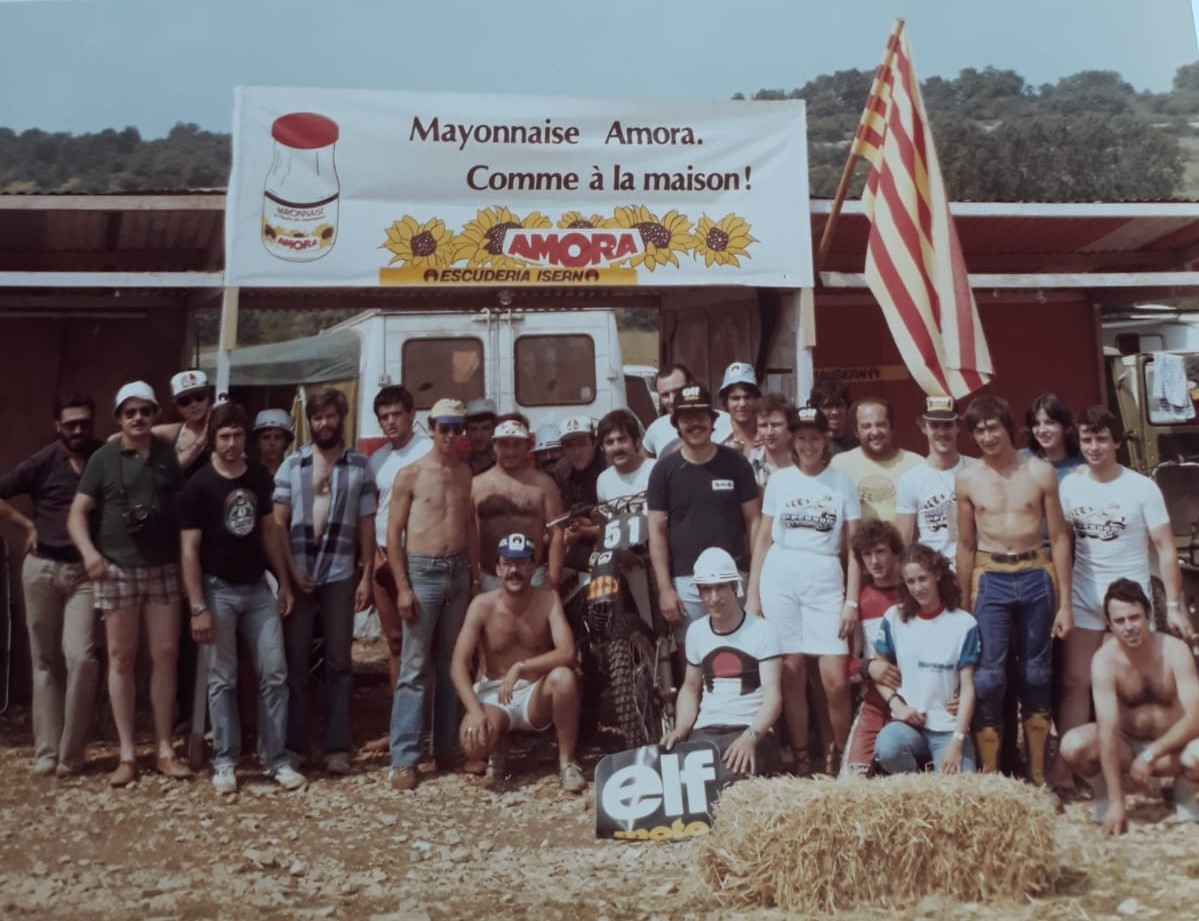
Els equips catalans als boxes de Volnay durant el Bol d'Herbe de 1979

L'organització convidà sis equips catalans: dos de l'Escuderia Isern i un de Motos Burés, el Moto Club Terrassa, el Moto Club Sitges i el Moto Club Rubí. L'Escuderia Isern, finalment, hi presentà un sol equip format per Ramon Burés, Climent Puigdomènech, Ton Marsinyach i Bertolo Quesada, experts pilots d'enduro (dos d'ells, Marsinyach i Quesada, n'havien estat Campions d'Espanya) i amb gran experiència en proves de Resistència TT. Tots quatre havien format equip al setembre de 1978 a les 24 Hores de Moià i les havien guanyades. Completaven l'equip els mecànics Casanovas i Sinfo (Sinforiano González Benítez, mecànic de Motos Isern gairebé 30 anys), els cronometradors Pep Munné, Roser Fontanals, Sito Anguera i Espargaró, i el director, Josep Isern. La moto que hi van portar l'havia construït especialment per a l'ocasió Isern al seu taller: sobre la base d'una Montesa Enduro H6 360, s'hi afegiren totes les millores que requeria una prova com aquella, des d'uns fara halògens de SEAT 127 a una encesa Motoplat, passant per canvis importants en suspensions i motor. Durant tota la fase de preparació de la moto, Isern comptà amb ple suport de fàbrica per mitjà de Lluís Cantó, antic pilot de Montesa que en aquells moments hi treballava al departament de competició.
No només Montesa es prengué seriosament el Bol d'Herbe, sinó que les principals marques hi enviaren els seus equips oficials, entre elles KTM, Husqvarna, Maico, SWM i Fantic. La participació internacional fou de gran nivell, amb equips procedents de Bèlgica, Itàlia, Alemanya i els EUA, a més de França i Catalunya, i participants vinguts d'arreu entre els que hi havia el pilot de trial Mick Andrews, campions d'Europa d'enduro com ara Heino Büse o Gualtiero Brissoni i pilots de motocròs i raids entre els quals Serge Bacou i el membre de l'equip guanyador, Patrick Drobecq. Els organitzadors de l'esdeveniment muntaren tota mena d'entreteniments per tal d'omplir el llarg cap de setmana i distreure el nombrós públic assistent: espectacles d'aviació, una cursa de Mobylettes, curses complementàries per als pilots no classificats (el "Brin d'Herbe" divendres i la "Tasse d'Herbe" dissabte al matí), etc. Entre els participants al Bol d'Herbe i els que ho feien a les altres curses, a Volnay s'hi aplegaren vora 500 pilots.
Tot just donada la sortida, l'equip de KTM Itàlia, format per Gianangelo Croci, Elia Andrioletti, Augusto Taiocchi i Emilio Capelli, sortí amb un ritme frenètic i dominà la cursa durant una estona fins que hagué d'abandonar per avaria. Un altre equip que va imposar un ritme alt fou el dels estatunidencs Broc Glover, Donnie Cantaloupie, Sattray i Luck Semberg, els quals amb la seva Yamaha 400 remuntaren des de la posició 62 a la novena, però més tard foren desqualificats per haver entrat en contra direcció a boxes. Per la seva banda, l'equip de l'Escuderia Isern tingué una actuació brillant. Quan feia cinc hores de la sortida, a causa diversos problemes mecànics anaven els quaranta-vuitens, però durant la nit varen fer una gran remuntada que els portà en poques hores al tercer lloc provisional (l'experiència acumulada a les 24 Hores de Moià en conducció nocturna, unida als potents fars SEAT de la seva moto, va fer que cap altre equip pogués seguir el seu ritme). Un cop al tercer lloc, ningú no els va poder superar fins que una ruptura de cadena els va fer perdre molt de temps al box. Tot i així, un cop solucionada l'avaria recuperaren posicions i aconseguiren acabar els cinquens. L'èxit dels catalans fou tal que, durant la setmana següent, a Montesa reberen diverses trucades de francesos que volien comprar una "Montesa Isern" com la del Bol d'Herbe.
Classificació final
Font:
| Posició | Equip                  | Equip                  | Equip                  | Equip                  | Equip                  | Voltes |
| Posició | Pilot 1                | Pilot 2                | Pilot 3                | Pilot 4                | Motocicleta            | Voltes |
| ------- | ---------------------- | ---------------------- | ---------------------- | ---------------------- | ---------------------- | ------ |
| 1       | Patrick Drobecq        | Larry Roeseler         | Carlsson               | Robinson               | Husqvarna 390          | 123    |
| 2       | Joël Corroy            | Mick Andrews           | Jacques Vernier        | Michel Collot          | Husqvarna 390          | 122    |
| 3       | Nicolas Samofal        | Ramada                 | Marc Moralès           | Jean Marie Huguet      | Husqvarna 390          | 119    |
| 4       | Serge Bacou            | Potisek                | Metrel                 | Olivier                | Yamaha 400             | 117    |
| 5       | Ton Marsinyach         | Ramon Burés            | Bartolo Quesada        | Climent Puigdomènech   | Montesa 360            | 117    |
| 6       | Gualtiero Brissoni     | Andrea Marinoni        | Franco Gualdi          | Guglielmo Andreini     | SWM 280                | 116    |
| 7       | Angelo Signorelli      | Brettoni               | Noseda                 | Barinoni               | Fantic 125             | 115    |
| 8       | Cole                   | Cole                   | Cyril Neveu            | Charles                | Husqvarna 240          | 114    |
| 9       | Heino Büse             | Schutz                 | Gilles Francru         | Patrick Fura           | Maico                  | 114    |
| 10      | Maze                   | Corneaux               | Boyer                  | Gualdi                 | Cagiva                 | 112    |
| etc.    | Fins a 63 classificats | Fins a 63 classificats | Fins a 63 classificats | Fins a 63 classificats | Fins a 63 classificats | -      |

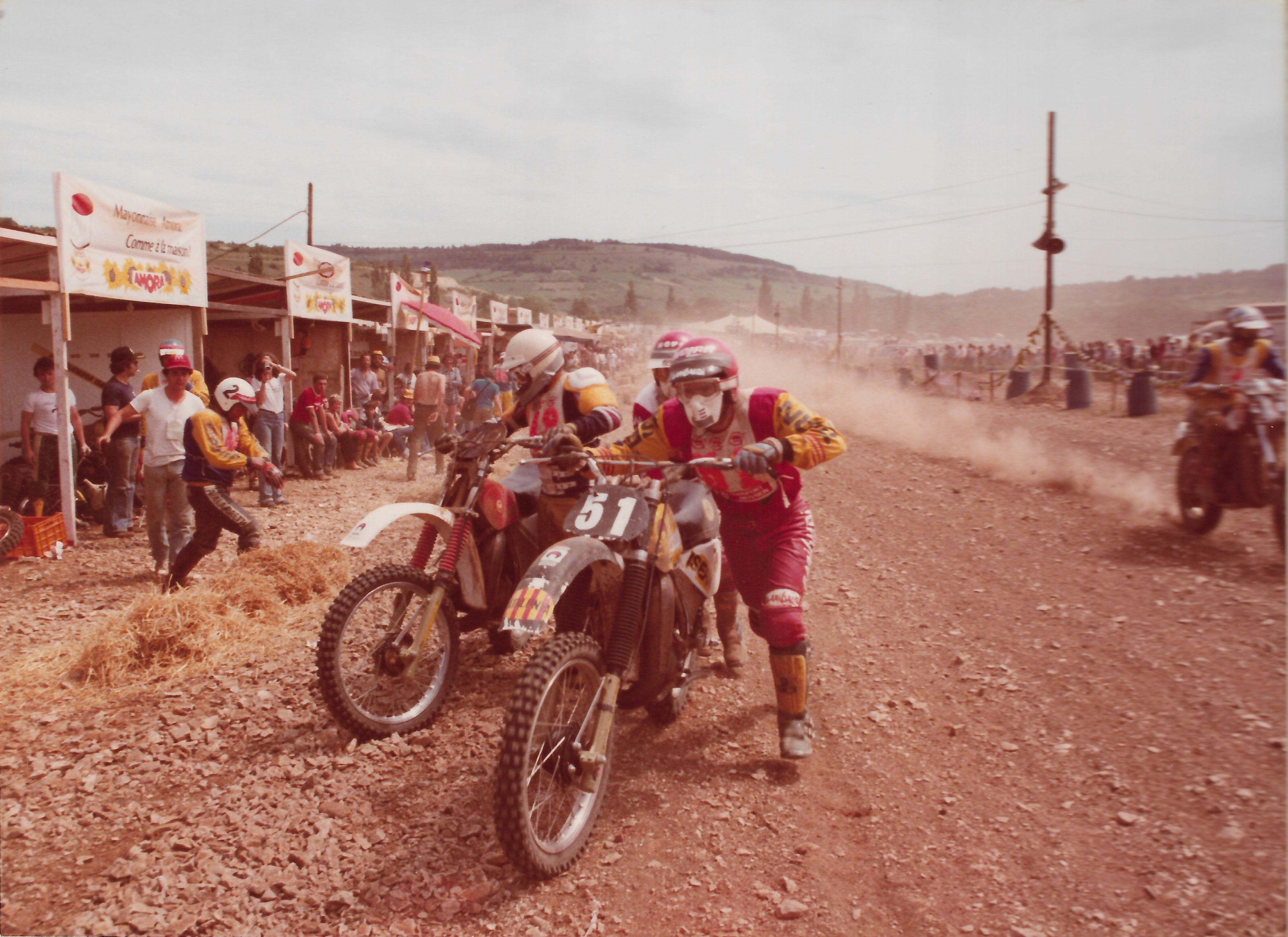
Climent Puigdomènech i Ton Marsinyach empenyent la Montesa cap al box durant la prova

Pel que fa a la resta d'equips catalans, les classificacions que obtingueren varen ser aquestes:
- Moto Club Terrassa (Francesc Almirall, Antoni Piqué, José Márquez i Joan Garcia, amb Montesa 414), quinzens
- Motos Burés (Rossend Galobart, Pere Genesca, Manuel Aibar i José Luis Cañón, amb Montesa 360), vint-i-quatrens
- Moto Club Sitges (Ramon Escudé, Eduard Pujol, Llorenç Muntané i Joan Martí, amb Montesa 360), quaranta-novens
- Moto Club Rubí (Joan Ciscar, Pere Vázquez, Lluís Ponsico i José María Cuadrado), abandonaren per avaria

## III Bol d'Herbe - 1981
La tercera edició del Bol d'Herbe se celebrà el cap de setmana del 28 al 30 d'agost a Messanges (Costa d'Or), a la Borgonya.
Classificació final
Font:
| Posició | Equip        | Equip          | Equip               | Equip         | Equip         |
| Posició | Pilot 1      | Pilot 2        | Pilot 3             | Pilot 4       | Motocicleta   |
| ------- | ------------ | -------------- | ------------------- | ------------- | ------------- |
| 1       | Marc Moralès | Samofal        | Charles             | -             | Husqvarna 430 |
| 2       | Costa        | Chabanette     | Thierry Charbonnier | -             | Husqvarna 125 |
| 3       | Pappalardo   | Pedrosa        | Oddo                | Bernard       | Husqvarna 250 |
| 4       | Cole         | Kunnert        | Chiprier            | -             | Husqvarna 430 |
| 5       | Lacroix      | Gilles Francru | Dumont              | Neimer        | KTM 390       |
| 6       | Struys       | P. Barbara     | Lecocq              | J. J. Barbara | SN 245        |
| 7       | Saulmier     | Grivaz         | Chevallay           | Billom Rey    | Husqvarna 390 |
| 8       | Lallier      | Bachetta       | Vallat              | Garnier       | Yamaha 465    |
| 9       | Mathieu      | Vistorky       | H. Hittinger        | G. Hittinger  | Cagiva 250    |
| 10      | Bochot       | Viseux         | Chaillot            | Royer         | Husqvarna 240 |

## IV Bol d'Herbe - 1982
Classificació final
Font:
| Posició | Equip                  | Equip                  | Equip                  | Equip                  | Equip                  |
| Posició | Pilot 1                | Pilot 2                | Pilot 3                | Pilot 4                | Motocicleta            |
| ------- | ---------------------- | ---------------------- | ---------------------- | ---------------------- | ---------------------- |
| 1       | Marc Moralès           | Auvray                 | Charles                | Thierry Charbonnier    | Husqvarna 430          |
| 2       | Duflos                 | Vattier                | Chiprier               | Vinhmau                | Husqvarna 250          |
| 3       | Pruvit                 | Pruvot                 | Quiroga                | Kunnert                | Husqvarna 430          |
| 4       | Roche                  | Perrin                 | Costa                  | Faucher                | Husqvarna 125          |
| 5       | Jassay                 | Crugut                 | Laplace                | Olivier                | Husqvarna 430          |
| 6       | Delavault              | Boissonnade            | Louis                  | Aghulen                | Peugeot 125            |
| 7       | Mick Andrews           | Roman                  | Baudon                 | Jacckin                | Yamaha 490             |
| 8       | D'Agostino             | Andrieu                | Diella                 | Cheylan                | Cagiva 125             |
| 9       | Lachaussée             | Mille                  | Trotel                 | Sauzade                | Husqvarna 430          |
| 10      | Chevallay              | Garcia                 | Ceheig                 | Grivez                 | Husqvarna 430          |
| etc.    | Fins a 23 classificats | Fins a 23 classificats | Fins a 23 classificats | Fins a 23 classificats | Fins a 23 classificats |